# Фармерсвілл (Іллінойс)
Фармерсвілл (англ. Farmersville) — селище (англ. village) в США, в окрузі Монтгомері штату Іллінойс. Населення — 689 осіб (2020).

## Географія
Фармерсвілл розташований за координатами 39°26′35″ пн. ш. 89°39′8″ зх. д. / 39.44306° пн. ш. 89.65222° зх. д. (39.442986, -89.652236).  За даними Бюро перепису населення США в 2010 році селище мало площу 2,36 км², з яких 2,34 км² — суходіл та 0,02 км² — водойми.

## Демографія
Згідно з переписом 2010 року, у селищі мешкали 724 особи в 316 домогосподарствах у складі 201 родини. Густота населення становила 307 осіб/км².  Було 342 помешкання (145/км²).
Расовий склад населення:
| - 99,9 % — білих |

До двох чи більше рас належало 0,0 %. Частка іспаномовних становила 0,6 % від усіх жителів.
За віковим діапазоном населення розподілялося таким чином: 25,0 % — особи молодші 18 років, 60,2 % — особи у віці 18—64 років, 14,8 % — особи у віці 65 років та старші. Медіана віку мешканця становила 39,9 року. На 100 осіб жіночої статі у селищі припадало 89,5 чоловіків;  на 100 жінок у віці від 18 років та старших — 88,5 чоловіків також старших 18 років.
Середній дохід на одне домашнє господарство  становив 55 782 долари США (медіана — 52 188), а середній дохід на одну сім'ю — 62 752 долари (медіана — 57 344). За межею бідності перебувало 18,6 % осіб, у тому числі 32,7 % дітей у віці до 18 років та 9,1 % осіб у віці 65 років та старших.
Цивільне працевлаштоване населення становило 269 осіб. Основні галузі зайнятості: освіта, охорона здоров'я та соціальна допомога — 33,1 %, фінанси, страхування та нерухомість — 15,6 %, роздрібна торгівля — 8,9 %, виробництво — 7,8 %.